# The Bike Song
"The Bike Song" é o segundo single retirado de Record Collection, o terceiro álbum de estúdio de Mark Ronson, lançado sob o nome de Mark Ronson & The Business Intl. A canção traz o vocalista Kyle Falconer da banda de indie rock, The View e o rapper Spank Rock. Será lançado em 19 de Setembro de 2010 no Reino Unido.

## Vídeo Musical
O videoclipe foi filmado em um parque no sul de Londres e apresenta a namorada de Ronson, a actriz Josephine De La Baume.